# Грб Етиопије
Грб Етиопије је званични хералдички симбол афричке државе Савезне Демократске Републике Етиопије. Грб је у употреби од 1996. године.

## Опис
Грв се састоји од златног пентаграма на плавој позадини. Пентаграм потиче са грба краља Соломона чији потомци су преци етиопске краљевске породице. Пентаграм симболизује сјајну етиопску будућност, а зраци представљају једнакост свих људи у Етиопији.
Исти мотив се види и на застави Етиопије.